# Simunanjärvi
Simunanjärvi eller Simunajärvi är en sjö i Finland. Den ligger i kommunen Kuhmo i landskapet Kajanaland, i den centrala delen av landet, 500 km nordost om huvudstaden Helsingfors. Simunanjärvi ligger 162,9 meter över havet. Den är 6,2 meter djup. Arean är 2,54 kvadratkilometer och strandlinjen är 15,44 kilometer lång. Sjön  ingår i Uleälvens huvudavrinningsområde. 